# Constitutiones Sirmondianae
Die Constitutiones Sirmondianae (kürzer auch: Constitutiones Sirmondi oder auch Sirmondsche Konstitutionen) sind eine private Sammlung von sechzehn Kaiserkonstitutionen (novellae). Sie wurden mutmaßlich im Jahr 430 n. Chr. zusammengestellt, können damit dem nachklassischen Recht zugeordnet werden. Das Werk erlangte nie Gesetzeskraft. 

## Geschichte
Die Konstitutionen entstanden wohl im weströmischen Gallien und fassen die Gesetze der späten Regierungsjahre Konstantins des Großen (ab 333) bis zum Regierungsantritt Valentinians III. im Jahr 425 zusammen. Benannt ist das Werk nach seinem neuzeitlichen Erstherausgeber Jacques Sirmond, einem katholischen Jesuiten, der im ersten Drittel des 17. Jahrhunderts wirkte.
Vornehmlich behandeln die Konstitutionen kirchenrechtliche Interessen und Fragen, die teilweise im Sinne des Bekenntnisses verfälscht worden sind. Veröffentlicht hatte Sirmond das Werk unter dem unzutreffenden Titel Appendix Codicis Theodosiani novis constitutionibus cumulatior. Dieses Addendum rechtfertigt sich nicht, weil die Konstitutionen nie rechtsverbindlich in Kraft getreten waren und folglich auch die Gesetzeskraft des Codex Theodosianus (CTh) nicht erweitern hätten können. Bedeutung hat die Sammlung für die Nachwelt insofern, als zehn Konstitutionen ungekürzt und frei von Überarbeitungen wiedergegeben sind, was Vergleiche zu den Parallelüberlieferungen und veränderten Fassungen des CTh erlaubt. Um des Rechts Willen tritt das Werk ansonsten kaum ein.
Bewahrt wurde die Sammlung durch die Kirche von Lyon. Es existieren vier Zeugnisse, die aus dem 7. (eines) und 9. Jahrhundert (drei) stammen.

## Ausgaben
- Gustav Friedrich Hänel: De constitutionibus quas J. Sirmondus edidit. (1840) und im Bonner Corpus iuris anteiustiani Band II S. 405 ff.
- Jacques Sirmond: Appendix Codicis Theodosiani novis constitutionibus cumulatior (Paris 1631).[4]